# Gabon i olympiska spelen
Gabon deltog första gången vid olympiska sommarspelen 1972 i München och har sedan dess varit med vid varje olympiskt sommarspel förutom vid spelen 1976 i Montréal och spelen 1980 i Moskva som de bojkottade. De har aldrig deltagit vid de olympiska vinterspelen.
Gabon vann sin första olympiska medalj vid OS i London 2012 genom Anthony Obames silvermedalj i taekwondo, klassen +80 kg för herrar.

## Medaljer
| Guld | Silver | Brons | Totalt antal medaljer |
| ---- | ------ | ----- | --------------------- |
| 0    | 1      | 0     | 1                     |

### Medaljer efter sommarspel
| Spel                | Idrottare        | Guld | Silver | Brons | Totalt | Placering |
| München 1972        | 1                | 0    | 0      | 0     | 0      | –         |
| Montréal 1976       | Deltog inte      |      |        |       |        |           |
| Moskva 1980         | Deltog inte      |      |        |       |        |           |
| Los Angeles 1984    | 4                | 0    | 0      | 0     | 0      | –         |
| Seoul 1988          | 3                | 0    | 0      | 0     | 0      | –         |
| Barcelona 1992      | 8                | 0    | 0      | 0     | 0      | –         |
| Atlanta 1996        | 7                | 0    | 0      | 0     | 0      | –         |
| Sydney 2000         | 5                | 0    | 0      | 0     | 0      | –         |
| Aten 2004           | 6                | 0    | 0      | 0     | 0      | –         |
| Peking 2008         | 4                | 0    | 0      | 0     | 0      | –         |
| London 2012         | 24               | 0    | 1      | 0     | 1      | 69        |
| Rio de Janeiro 2016 | 6                | 0    | 0      | 0     | 0      | –         |
| Tokyo 2020          | 5                | 0    | 0      | 0     | 0      | –         |
| Paris 2024          | Framtida tävling |      |        |       |        |           |
| Los Angeles 2028    | Framtida tävling |      |        |       |        |           |
| Brisbane 2032       | Framtida tävling |      |        |       |        |           |
| Totalt              | Totalt           | 0    | 1      | 0     | 1      | 132       |

### Medaljer efter sporter
| Sport            | Guld | Silver | Brons | Totalt |
| Taekwondo        | 0    | 1      | 0     | 1      |
| Totalt (1 sport) | 0    | 1      | 0     | 1      |

## Lista över medaljörer
| Medalj | Namn          | Spel        | Sport     | Gren                        |
| ------ | ------------- | ----------- | --------- | --------------------------- |
| Silver | Anthony Obame | London 2012 | Taekwondo | Herrarnas tungvikt (+80 kg) |